# Aanslag op het Curtis Culwell Center op 3 mei 2015
De aanslag op het Curtis Culwell Center in de Amerikaanse stad Garland (Texas) was een schietincident dat plaatsvond op 3 mei 2015 om 18.50 uur plaatselijke tijd. Tijdens een kunsttentoonstelling en -wedstrijd openden buiten het centrum twee schutters het vuur met aanvalsgeweren. Op de tentoonstelling waren spotprenten van de islamitische profeet Mohammed te zien. Beide schutters werden door de lokale politie gedood. Een lokale politieagent raakte bij de schietpartij gewond door een schot in zijn enkel.

## Achtergrond
Het evenement in het centrum was de "eerste jaarlijkse kunsttentoonstelling en -wedstrijd over Mohammed" georganiseerd door de extreemrechtse vereniging Stop Islamization of America (SIOA; ook wel American Freedom Defense Initiative; AFDI). Er was een prijs van $10.000 beschikbaar voor de winnende cartoon, die uit driehonderdvijftig inzendingen werd geselecteerd. De prijs werd uitgereikt aan Bosch Fawstin, een voormalig moslim en islamcriticus, die zes tekeningen had ingezonden, met de tekst "You can't draw me!"/"That's why I draw you." (Nederlands: "Jij kunt mij niet tekenen!"/"Daarom teken ik jou.") Hij ontving in totaal $12.500.
Het evenement werd gekenmerkt door toespraken van de voorzitter van de AFDI, Pamela Geller, en van de Nederlandse politicus Geert Wilders. Twee leden van het Amerikaanse Huis van Afgevaardigden hadden tevergeefs geprobeerd Wilders buiten het land te houden. De motivering om het evenement te houden kwam voort uit de aanslag op het satirische weekblad Charlie Hebdo enkele maanden eerder. Namens Charlie Hebdo distantieerde hoofdredacteur Gérard Biard zich twee dagen later nadrukkelijk van het evenement, omdat het blad zich niet wenst in te laten "met rechtse activisten die de aanslag gebruiken voor eigen ideologisch gewin": "Wij hebben niets te maken met het werk van Pamela Geller (...) Charlie Hebdo is niet geobsedeerd door de islam of de profeet Mohammed. Van de 500 voorpagina's in de laatste tien jaar zijn er zeven over de islam geweest. Als er nieuws over is, ja, dan plaatsen we er iets over en maken er misschien grappen over. Maar we zijn er niet permanent mee bezig en plaatsen ook cartoons over andere geloven."
Op het moment van de aanslag waren er ongeveer tweehonderd bezoekers aanwezig.
De organisatoren van het evenement hadden minstens $10.000 uitgegeven aan veertig politieagenten (buiten diensttijd) en privé-bewakers. De FBI, een SWAT-team en ATF stonden ook paraat in het geval van een incident. Ten tijde van het evenement was er geen sprake van "noemenswaardige dreiging".

### American Freedom Defense Initiative / Stop Islamization Of America
De AFDI werd in 2010 opgericht door Pamela Geller en Robert Spencer, naar eigen zeggen als een "mensenrechtenorganisatie gewijd aan de vrijheid van meningsuiting, godsdienstvrijheid en de rechten van het individu"; door o.a. de Anti-Defamation League en het Southern Poverty Law Center wordt de organisatie echter als een extreemrechtse, islamofobe en haatzaaiende groepering geclassificeerd.

### Locatie
Het evenement werd in het Curtis Culwell Center gehouden. Het is een evenementenhal in Garland die beheerd wordt door het Garland Independent School District.

## Aanslag
Net voor het einde van het evenement (om 18.50 uur (CST); 01.50 uur (MET; 4 mei)), stapten twee mannen met kogelwerende vesten en bewapend met aanvalsgeweren uit hun auto nabij het Center en openden ze het vuur op een politievoertuig, waarbij ze een ongewapende beveiliger in de auto raakten. De mannen werden vervolgens gedood door een verkeersagent met zijn dienstwapen. SWAT-agenten openden ook het vuur op de twee schutters. De ongewapende agent, de 58-jarige Bruce Joiner, werd in zijn enkel geraakt.
De autoriteiten waren bang dat de auto van de verdachten een bom zou bevatten. Als voorzorgsmaatregel werden de omringende gebouwen ontruimd en werd de explosievenopruimingsdienst naar de plaats van de aanslag geroepen. Later bleken er geen explosieven in de auto aanwezig te zijn.
De aanslag werd een dag later, op 4 mei 2015, opgeëist door de terreurbeweging Islamitische Staat (IS) via haar radiostation al-Bayan. De echtheid van deze claim wordt echter in twijfel getrokken. Volgens de Amerikaanse minister van Defensie Ashton Carter was de aanval wel geïnspireerd op, maar niet geïnitieerd door IS.

## Daders
Elton Simpson (30 jaar oud) en Nadir Soofi (34 jaar oud), beide inwoners van Phoenix, Arizona, waren de daders van de aanslag. Ze waren huisgenoten in een appartement in Phoenix ten tijde van de aanslag. Na de aanslag doorzocht de politie dat appartement.